# Solar2D
Solar2D (vor 2020 als Corona SDK bekannt) ist ein freies Software Development Kit (SDK), das von Mitte 2009 bis 2020 von Corona Labs Inc. entwickelt wurde. Seit 2020 wird es von Vlad Shcherban weiterentwickelt. Es ermöglicht Softwareentwicklern mithilfe der Programmiersprache Lua plattformunabhängige Apps und 2D-Spiele für Mobilgeräte, Desktopgeräte sowie Fernseher zu erstellen. Darüber hinaus kann mithilfe von Solar2D Native jede native (C/C++/Objective-C/Java) Bibliothek oder API aufgerufen werden, die nicht bereits über den Kern des SDK oder über Plugins unterstützt wird.

## Geschichte
Walter Luh und Carlos Icaza gründeten Ansca Mobile, später in Corona Labs umbenannt, nachdem sie 2007 Adobe verlassen hatten. Bei Adobe war Luh der leitende Architekt, der im Flash-Lite-Team arbeitete, und Icaza war der technische Leiter, der für das Erstellen von mobilem Flash verantwortlich war. Im Juni 2009 veröffentlichte Ansca die erste Beta-Version des Corona SDK, die kostenlos für Erstanwender verfügbar war.
Im Dezember 2009 brachte Ansca das Corona SDK 1.0 für das iPhone auf den Markt. Im Februar darauf wurde das Corona SDK 1.1 mit zusätzlichen Funktionen veröffentlicht.
Im September 2010 veröffentlichte Ansca die Version 2.0 des Corona SDK und führte die Corona Game Edition ein. In Version 2.0 kam die plattformunabhängige Unterstützung für iPad und Android hinzu, während die neue Game Edition über eine Physik-Engine und andere erweiterte Funktionen verfügte, die speziell auf die Spieleentwicklung ausgerichtet waren.
Im Januar 2011 wurde das Corona SDK für Windows XP und neuere Windows-Versionen veröffentlicht, sodass Entwickler die Möglichkeit hatten, Android-Anwendungen auf dem PC zu erstellen.
Im April 2012 verließ Mitbegründer und CEO Icaza Ansca, und CTO Luh übernahm die CEO-Funktion. Kurz darauf, im Juni 2012, änderte Ansca seinen Namen in Corona Labs. Im August 2012 kündigte Corona Labs eine Enterprise Edition an, die über native Bindungen für Objective-C verfügt.
Im März 2015 wurde während der GDC 2015 bekannt gegeben, dass das Corona SDK völlig kostenlos ist sowie Windows und Mac OS X unterstützen wird.
Im November 2015 kündigte Corona Labs Inc. die Unterstützung der tvOS-Entwicklung für Apple TV an.
Im März 2017 wurde Corona Labs von Appodeal übernommen und gab bekannt, dass auch die Enterprise-Version von Corona kostenlos wird.
Im Juni 2017 gab Corona Labs bekannt, dass die Enterprise-Version in Corona Native umbenannt wurde, für jeden kostenlos ist und als Teil des Kernprodukts aufgenommen wurde.
Im Januar 2019 kündigte Corona Labs an, dass Corona 2D unter der GNU GPLv3-Lizenz frei verfügbar sein wird. Unternehmen sollten zudem nach Vereinbarung mit Corona Labs die Möglichkeit haben, eine kommerzielle Lizenz für den Quellcode zu erwerben und die Engine für ihre Projekte anzupassen.
Im April 2020 wurde das Projekt aufgrund der Auflösung von Corona Labs Inc. sowie der COVID-19-Pandemie in Solar2D umbenannt. Seitdem wird die Software unter der MIT-Lizenz vertrieben und nur noch von Vlad Shcherban weiterentwickelt.

## Hauptfunktionen
Die API-Suite von Solar2D bietet API-Aufrufe für Audio, Grafik, Kryptographie, Netzwerke und Geräteinformationen wie Beschleunigungssensor, GPS und Benutzereingaben sowie Widgets, Partikeleffekte und mehr. Darüber hinaus können die Auswirkungen von Codeveränderungen unmittelbar eingesehen werden, ohne die App vorher erneut installieren zu müssen.